# Liga A1 de Vóley 2006-07
La Liga A1 de Vóley 2006-07 fue la decimoprimera edición de la máxima competencia nacional de clubes. Se inició el 3 de enero de 2007 con partido inaugural de temporada entre Banco Industrial y DirecTV Bolívar, y finalizó el 6 de mayo de 2007 con el partido final entre DirecTV Bolívar y Gigantes del Sur, que coronó a DirecTV Bolívar como campeón de su tercer título.
La temporada arrancó con la segunda Copa ACLAV, torneo que ganó Bolívar al superar en su estadio a Boca Juniors.
Luego de la copa Alianza Jesús María se bajó del torneo por no contar con el presupuesto adecuado y su lugar lo ocupó Belgrano de Córdoba.

## Equipos participantes
| Club                  | Localidad                                             | Localía                                                 |
| --------------------- | ----------------------------------------------------- | ------------------------------------------------------- |
| Banco Industrial Azul | Estadio de la Sagrada Familia, Azul, Buenos Aires     | Estadio de la Sagrada Familia, Azul, Buenos Aires       |
| Belgrano              | Polideportivo Carlos Cerutti, Córdoba, Córdoba        | Polideportivo Carlos Cerutti, Córdoba, Córdoba          |
| Boca Juniors          | Ciudad de Buenos Aires                                | Estadio Cristóbal Romero, Club Independiente, La Rioja. |
| Chubut Volley         | Gimnasio Municipal n.° 1, Trelew, Chubut              | Gimnasio Municipal n.° 1, Trelew, Chubut                |
| Gigantes del Sur      | Parque Central, Neuquén, Neuquén                      | Parque Central, Neuquén, Neuquén                        |
| La Unión de Formosa   | Estadio Centenario, Formosa, Formosa                  | Estadio Centenario, Formosa, Formosa                    |
| Misiones Vóley        | Estadio Bartolomé Mitre, Posadas, Misiones            | Estadio Bartolomé Mitre, Posadas, Misiones              |
| Obras Sanitarias      | Estadio Aldo Cantoni, San Juan, San Juan              | Estadio Aldo Cantoni, San Juan, San Juan                |
| Orígenes Bolívar      | Estadio República de Venezuela, Bolívar, Buenos Aires | Estadio República de Venezuela, Bolívar, Buenos Aires   |
| River Plate           | Microestadio de Núñez, Ciudad de Buenos Aires         | Microestadio de Núñez, Ciudad de Buenos Aires           |
| Rosario Sonder        | Microestadio de Newell's, Rosario, Santa Fe           | Microestadio de Newell's, Rosario, Santa Fe             |
| Vélez Sársfield       | Estadio Víctor Barba, Ciudad de Buenos Aires          | Estadio Víctor Barba, Ciudad de Buenos Aires            |

## Copa ACLAV
Las semifinales y la final de la Copa ACLAV, el "volleyland" se jugó en el Estadio República de Venezuela, del Club Bolívar.

### Semifinales
Boca Juniors - Misiones Vóley
| Fecha          | Local        | Resul | Visitante      | Estadio                         | Set 1 | Set 2 | Set 3 | Set 4 | Set 5 |
| -------------- | ------------ | ----- | -------------- | ------------------------------- | ----- | ----- | ----- | ----- | ----- |
| 8 de diciembre | Boca Juniors | 3 - 1 | Misiones Vóley | República de Venezuela, Bolívar | 25-21 | 16-25 | 25-19 | 25-20 | —     |

La Unión de Formosa - Orígenes Bolívar
| Fecha          | Local               | Resul | Visitante        | Estadio                         | Set 1 | Set 2 | Set 3 | Set 4 | Set 5 |
| -------------- | ------------------- | ----- | ---------------- | ------------------------------- | ----- | ----- | ----- | ----- | ----- |
| 8 de diciembre | La Unión de Formosa | 1 - 3 | Orígenes Bolívar | República de Venezuela, Bolívar | 23-25 | 29-27 | 15-25 | 15-25 | —     |

### Final
Boca Juniors - Orígenes Bolívar
| Fecha          | Local        | Resul | Visitante        | Estadio                         | Set 1 | Set 2 | Set 3 | Set 4 | Set 5 |
| -------------- | ------------ | ----- | ---------------- | ------------------------------- | ----- | ----- | ----- | ----- | ----- |
| 9 de diciembre | Boca Juniors | 0 - 3 | Orígenes Bolívar | República de Venezuela, Bolívar | 17-25 | 22-25 | 23-25 | —     | —     |

Campeón
Bolívar
Primer título

## Primera fase, fase regular
Fuente: somosvoley.com.
| Pos. | Equipo                      | PJ | PG | PP | SG | SP | TG   | TP   | Pts |
| ---- | --------------------------- | -- | -- | -- | -- | -- | ---- | ---- | --- |
| 1.°  | DirecTV Bolívar             | 22 | 22 | 0  | 66 | 6  | 1529 | 1198 | 65  |
| 2.°  | Gigantes del Sur            | 22 | 17 | 5  | 55 | 31 | 1815 | 1651 | 49  |
| 3.°  | Boca Juniors                | 22 | 16 | 6  | 54 | 27 | 1805 | 1658 | 47  |
| 4.°  | Belgrano (Córdoba)          | 22 | 13 | 9  | 47 | 38 | 1865 | 1853 | 40  |
| 5.°  | Chubut Volley               | 22 | 13 | 9  | 46 | 40 | 1889 | 1799 | 37  |
| 6.°  | Banco Industrial Azul       | 22 | 11 | 11 | 43 | 45 | 1933 | 1961 | 32  |
| 7.°  | La Unión de Formosa         | 22 | 11 | 11 | 40 | 46 | 1912 | 1933 | 30  |
| 8.°  | Rosario Sonder              | 22 | 10 | 12 | 42 | 47 | 1824 | 1853 | 30  |
| 9.°  | Misiones Vóley              | 22 | 8  | 14 | 36 | 47 | 1737 | 1797 | 25  |
| 10.° | River Plate                 | 22 | 5  | 17 | 28 | 58 | 1785 | 2012 | 16  |
| 11.° | Obras Sanitarias (San Juan) | 22 | 4  | 18 | 23 | 56 | 1594 | 1787 | 15  |
| 12.° | Vélez Sarsfield             | 22 | 2  | 20 | 24 | 63 | 1791 | 1977 | 10  |

|  |                                             |
|  | Clasificados a cuartos de final.            |
|  | Clasificado a la serie por la Permanencia.  |
|  | Descendido a la Liga A2 de Vóley Argentino. |

## Segunda fase; permanencia
Obras Sanitarias (San Juan) - PSM Vóley
| Fecha       | Local                                      | Resul | Visitante                                  | Estadio      | Set 1 | Set 2 | Set 3 | Set 4 | Set 5 |
| ----------- | ------------------------------------------ | ----- | ------------------------------------------ | ------------ | ----- | ----- | ----- | ----- | ----- |
| 7 de abril  | Obras Sanitarias (SJ)                      | 3 - 1 | Municipalidad de Puerto General San Martín | Aldo Cantoni | 25-21 | 22-25 | 25-20 | 25-23 | —     |
| 11 de abril | Municipalidad de Puerto General San Martín | 2 - 3 | Obras Sanitarias (SJ)                      | Club Paraná  | 24-26 | 25-17 | 25-20 | 18-25 | 12-15 |

- Obras Sanitarias salvó la categoría.[10]
- Municipalidad de Puerto General San Martín continua disputando la Liga A2 de Vóley Argentino.

## Segunda fase; play-offs
|  | Cuartos de final | Cuartos de final    | Cuartos de final |                  |     | Semifinales      | Semifinales | Semifinales |  |     | Final           | Final | Final |  |
|  |                  |                     |                  |                  |     |                  |             |             |  |     |                 |       |       |  |
|  |                  |                     |                  |                  |     |                  |             |             |  |     |                 |       |       |  |
|  | 1.°              | DirecTV Bolívar     | 3                |                  |     |                  |             |             |  |     |                 |       |       |  |
|  | 1.°              | DirecTV Bolívar     | 3                |                  |     |                  |             |             |  |     |                 |       |       |  |
|  | 8.°              | Rosario Sonder      | 0                |                  |     |                  |             |             |  |     |                 |       |       |  |
|  | 8.°              | Rosario Sonder      | 0                |                  | 1.° | DirecTV Bolívar  | 3           |             |  |     |                 |       |       |  |
|  |                  |                     |                  |                  | 1.° | DirecTV Bolívar  | 3           |             |  |     |                 |       |       |  |
|  |                  |                     | 4.°              | Belgrano         | 0   |                  |             |             |  |     |                 |       |       |  |
|  | 4.°              | Belgrano            | 4.°              | Belgrano         | 0   | 3                |             |             |  |     |                 |       |       |  |
|  | 4.°              | Belgrano            |                  |                  |     |                  |             |             |  |     |                 |       |       |  |
|  | 5.°              | Chubut Vóley        | 1                |                  |     |                  |             |             |  |     |                 |       |       |  |
|  | 5.°              | Chubut Vóley        | 1                |                  |     |                  |             |             |  | 1.° | DirecTV Bolívar | 4     |       |  |
|  |                  |                     |                  |                  |     |                  |             |             |  | 1.° | DirecTV Bolívar | 4     |       |  |
|  |                  |                     | 2.°              | Gigantes del Sur | 0   |                  |             |             |  |     |                 |       |       |  |
|  | 2.°              | Gigantes del Sur    | 2.°              | Gigantes del Sur | 0   | 3                |             |             |  |     |                 |       |       |  |
|  | 2.°              | Gigantes del Sur    |                  |                  |     |                  |             |             |  |     |                 |       |       |  |
|  | 7.°              | La Unión de Formosa | 1                |                  |     |                  |             |             |  |     |                 |       |       |  |
|  | 7.°              | La Unión de Formosa | 1                |                  | 2.° | Gigantes del Sur | 3           |             |  |     |                 |       |       |  |
|  |                  |                     |                  |                  | 2.° | Gigantes del Sur | 3           |             |  |     |                 |       |       |  |
|  |                  |                     | 3.°              | Boca Juniors     | 1   |                  |             |             |  |     |                 |       |       |  |
|  | 3.°              | Boca Juniors        | 3.°              | Boca Juniors     | 1   | 3                |             |             |  |     |                 |       |       |  |
|  | 3.°              | Boca Juniors        |                  |                  |     |                  |             |             |  |     |                 |       |       |  |
|  | 6.°              | Banco Industrial    | 2                |                  |     |                  |             |             |  |     |                 |       |       |  |
|  | 6.°              | Banco Industrial    | 2                |                  |     |                  |             |             |  |     |                 |       |       |  |
|  |                  |                     |                  |                  |     |                  |             |             |  |     |                 |       |       |  |

### Cuartos de final
DirecTV Bolívar - Rosario Sonder
| Fecha       | Local           | Resul | Visitante       | Estadio                | Set 1 | Set 2 | Set 3 | Set 4 | Set 5 |
| ----------- | --------------- | ----- | --------------- | ---------------------- | ----- | ----- | ----- | ----- | ----- |
| 28 de marzo | DirecTV Bolívar | 3 - 0 | Rosario Sonder  | República de Venezuela | 25-21 | 25-20 | 25-19 | —     | —     |
| 31 de marzo | DirecTV Bolívar | 3 - 0 | Rosario Sonder  | República de Venezuela | 25-20 | 25-18 | 25-15 | —     | —     |
| 4 de abril  | Rosario Sonder  | 0 - 3 | DirecTV Bolívar | Microestadio Newell's  | 17-25 | 18-25 | 14-25 | —     | —     |

Belgrano (Córdoba) - Chubut Volley
| Fecha       | Local        | Resul | Visitante    | Estadio                  | Set 1 | Set 2 | Set 3 | Set 4 | Set 5 |
| ----------- | ------------ | ----- | ------------ | ------------------------ | ----- | ----- | ----- | ----- | ----- |
| 29 de marzo | Belgrano (C) | 1 - 3 | Chubut Vóley | Carlos Cerutti           | 23-25 | 23-25 | 25-22 | 22-25 | —     |
| 31 de marzo | Belgrano (C) | 3 - 2 | Chubut Vóley | Carlos Cerutti           | 25-21 | 25-20 | 27-29 | 22-25 | 15-10 |
| 3 de abril  | Chubut Vóley | 1 - 3 | Belgrano (C) | Gimnasio Municipal n.° 1 | 19-25 | 18-25 | 25-22 | 21-25 | —     |
| 5 de abril  | Chubut Vóley | 0 - 3 | Belgrano (C) | Gimnasio Municipal n.° 1 | 18-25 | 18-25 | 23-25 | —     | —     |

Gigantes del Sur - La Unión de Formosa
| Fecha       | Local               | Resul | Visitante           | Estadio        | Set 1 | Set 2 | Set 3 | Set 4 | Set 5 |
| ----------- | ------------------- | ----- | ------------------- | -------------- | ----- | ----- | ----- | ----- | ----- |
| 29 de marzo | Gigantes del Sur    | 3 - 1 | La Unión de Formosa | Parque Central | 21-25 | 25-23 | 25-21 | 27-25 | —     |
| 31 de marzo | Gigantes del Sur    | 3 - 0 | La Unión de Formosa | Parque Central | 25-22 | 25-16 | 25-18 | —     | —     |
| 4 de abril  | La Unión de Formosa | 3 - 1 | Gigantes del Sur    | Centenario     | 23-25 | 25-20 | 25-21 | 25-16 | —     |
| 6 de abril  | La Unión de Formosa | 0 - 3 | Gigantes del Sur    | Centenario     | 18-25 | 21-25 | 22-25 | —     | —     |

Boca Juniors - Banco Industrial Azul
| Fecha       | Local            | Resul | Visitante        | Estadio          | Set 1 | Set 2 | Set 3 | Set 4 | Set 5 |
| ----------- | ---------------- | ----- | ---------------- | ---------------- | ----- | ----- | ----- | ----- | ----- |
| 29 de marzo | Boca Juniors     | 3 - 2 | Banco Industrial | Cristóbal Romero | 25-17 | 22-25 | 25-14 | 21-25 | 15-10 |
| 31 de marzo | Boca Juniors     | 3 - 0 | Banco Industrial | Cristóbal Romero | 25-21 | 25-16 | 25-21 | —     | —     |
| 3 de abril  | Banco Industrial | 3 - 1 | Boca Juniors     | Sagrada Familia  | 25-22 | 25-19 | 20-25 | 25-23 | —     |
| 5 de abril  | Banco Industrial | 3 - 2 | Boca Juniors     | Sagrada Familia  | 25-21 | 19-25 | 23-25 | 25-22 | 15-12 |
| 8 de abril  | Boca Juniors     | 3 - 1 | Banco Industrial | La Rioja         | 22-25 | 25-18 | 25-18 | 25-22 | —     |

### Semifinales
DirecTV Bolívar - Belgrano (Córdoba)
| Fecha       | Local           | Resul | Visitante       | Estadio                | Set 1 | Set 2 | Set 3 | Set 4 | Set 5 |
| ----------- | --------------- | ----- | --------------- | ---------------------- | ----- | ----- | ----- | ----- | ----- |
| 12 de abril | DirecTV Bolívar | 3 - 1 | Belgrano (C)    | República de Venezuela | 22-25 | 25-11 | 28-26 | 25-19 | —     |
| 14 de abril | DirecTV Bolívar | 3 - 1 | Belgrano (C)    | República de Venezuela | 20-25 | 25-20 | 25-20 | 25-20 | —     |
| 18 de abril | Belgrano (C)    | 1 - 3 | DirecTV Bolívar | Carlos Cerutti         | 31-29 | 22-25 | 18-25 | 16-25 | —     |

Gigantes del Sur - Boca Juniors
| Fecha       | Local            | Resul | Visitante        | Estadio          | Set 1 | Set 2 | Set 3 | Set 4 | Set 5 |
| ----------- | ---------------- | ----- | ---------------- | ---------------- | ----- | ----- | ----- | ----- | ----- |
| 11 de abril | Gigantes del Sur | 3 - 0 | Boca Juniors     | Parque Central   | 25-22 | 30-28 | 25-21 | —     | —     |
| 13 de abril | Gigantes del Sur | 3 - 2 | Boca Juniors     | Parque Central   | 25-22 | 25-23 | 19-25 | 21-25 | 15-13 |
| 17 de abril | Boca Juniors     | 3-1   | Gigantes del Sur | Cristóbal Romero | 18-25 | 25-16 | 25-23 | 25-16 | —     |
| 19 de abril | Boca Juniors     | 2 - 3 | Gigantes del Sur |                  | 20-25 | 25-21 | 22-25 | 27-25 | 20-22 |

### Final
DirecTV Bolívar - Gigantes del Sur
| Fecha       | Local            | Resul | Visitante        | Estadio                | Set 1 | Set 2 | Set 3 | Set 4 | Set 5 |
| ----------- | ---------------- | ----- | ---------------- | ---------------------- | ----- | ----- | ----- | ----- | ----- |
| 27 de abril | DirecTV Bolívar  | 3 - 0 | Gigantes del Sur | República de Venezuela | 25-16 | 25-13 | 25-23 | —     | —     |
| 29 de abril | DirecTV Bolívar  | 3 - 1 | Gigantes del Sur | República de Venezuela | 24-26 | 25-18 | 25-20 | 25-19 | —     |
| 4 de mayo   | Gigantes del Sur | 1 - 3 | DirecTV Bolívar  | Ruca Che               | 18-25 | 17-25 | 25-23 | 22-25 | —     |
| 6 de mayo   | Gigantes del Sur | 2 - 3 | DirecTV Bolívar  | Ruca Che               | 18-25 | 20-25 | 25-21 | 28-26 | 25-27 |